# Stoieneasa, Hunedoara
Stoieneasa este un sat în comuna Vălișoara din județul Hunedoara, Transilvania, România.

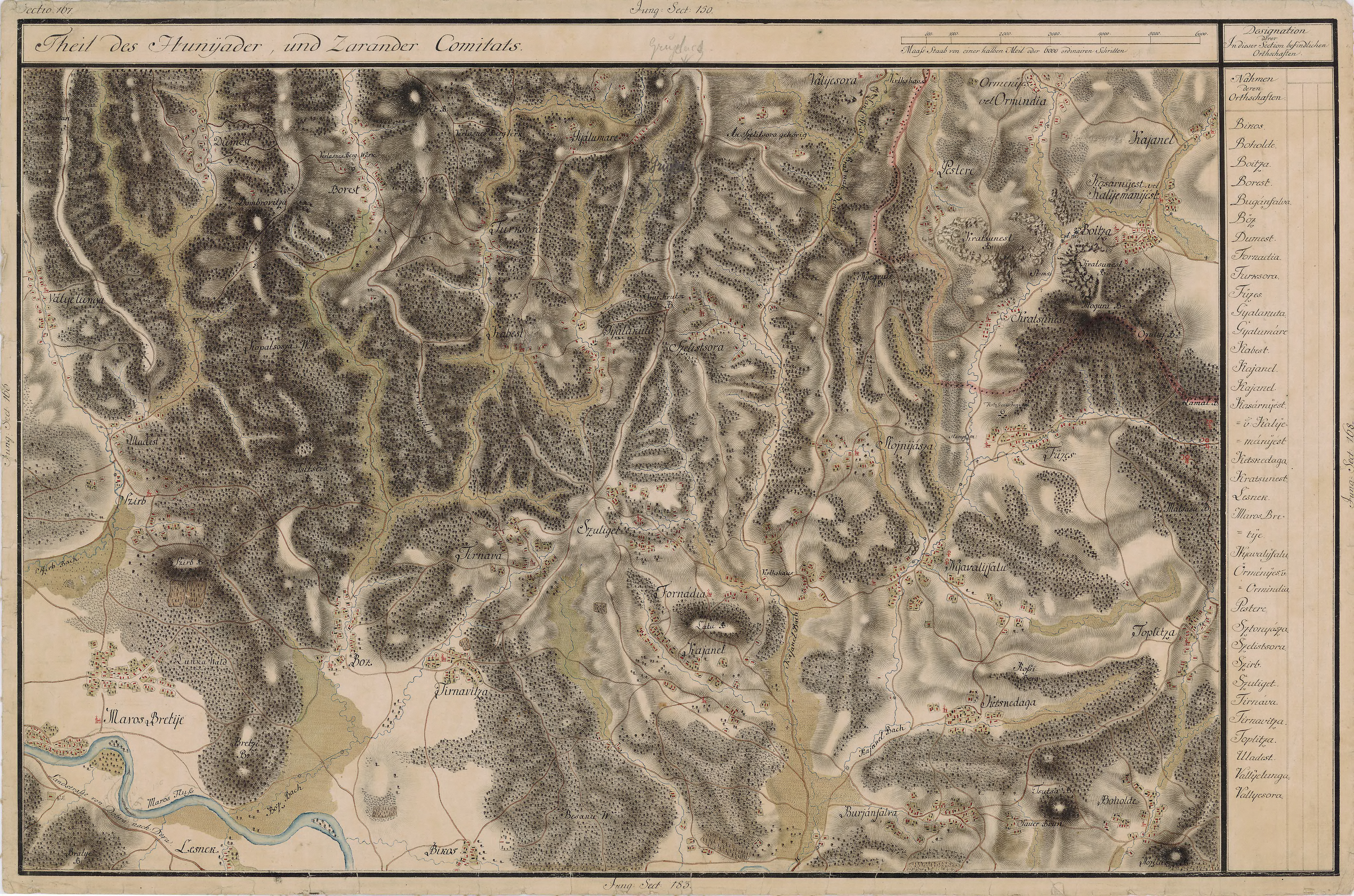
Stoieneasa în Harta Iosefină a Transilvaniei, 1769-1773

## Istoric
Atestat documentar sub numele de Kövesfalva (1504), satul Stoieneasa a fost printre primele localități care s-au ridicat în timpul Răscoalei lui Horea, Cloșca și Crișan. Cronicile vremii arată că "sătenii înca produc tulburări" chiar și după înabușirea răscoalei, satul devenind unul din refugiile căpeteniilor de oaste ai lui Horea, în fuga lor din calea autorităților. Aici se așază, profitând de izolarea satului, familia Avram, aceea care a dat trei căpetenii, alții răsculați refugiindu-se în satul Peștera.